# Japan bashing
A Japan bashing (’Japán-gyalázás’) a japánok szemében az amerikai média és bizonyos politikusok kedvenc foglalatossága volt a „gazdasági csodák” tetőpontjai idején: dömpingvádak, „vámháborúk”, a politika és az üzleti világ összefonódásának folytonos felhánytorgatása.
Utolsó nagy hulláma az 1980-as évek végén, a bubble economy csúcspontján volt, és egyes (amerikai) elemzők négy alapjellemzőjét különböztették meg:
- háborús metaforák (Newsweek, 1989: „Japán megszállja Hollywoodot”, mivel a Sony Corporation 3,5 milliárd dollárért megvette a Columbia filmvállalatot; ABC televízió, 1991: „Japán dollármilliárdokkal bombázza legjobb egyetemeinket”, azaz kutatóközpontokat létesít bennük)
- Japán mint monolit (New York Times, 1989: „Japán megveszi New York lelkét”, holott csupán a Mitsubishi Corporation lett a Rockefeller Center többségi tulajdonosa)
- kultúrgőg (a japán férfiak rendszeresen molesztálják a nőket; a nőknél az abortusz a legfőbb születésszabályozó eszköz; a gyerekek az iskolai pressziók miatt öngyilkosok lesznek stb.)
- elhallgatásos hírközlés (a kutatóközpontok létesítését többnyire maguk a pénzhiánnyal küzdő egyetemek kérték; Rockefellerék úgyszólván „felkínálták magukat” stb.).

A legtipikusabb Japan bashing mű Pat Choate közgazdász 1990-es, beszédes című Agents of Influence-e, alcíme szerint How Japanese Lobbyists Are Manipulating Western Political and Economic Systems, a legszélsőségesebb közjáték pedig az volt, amikor 1987-ben republikánus képviselők egy kuka tetején pörölyökkel vertek szét egy magnót, mivel gyártójáról, a Toshiba Corporationrõl kiderült, hogy tiltott katonai technológiát adott el a Szovjetuniónak (az erről készült fotót újra és újra közzéteszik a japán újságok, ha feszültté válik a viszony Amerikával, mondván, hogy íme a Japan bashing, a bashing ugyanis szó szerint ’verést’ jelent). Az 1990-es évek fordulóján bizonyos japán körök előszeretettel nevezték a „négyek bandájának” James Fallows, Chalmers Johnson, Clyde Prestowitz és Karel van Wolferen szak- és közírókat.
Az 1990-es évek második felében pedig épp ellenkezőleg, az általános kelet-ázsiai recesszió miatt lett Japán a politikai támadások elsődleges célpontja, holott még az egyik legvehemensebb Japan basher, Dick Gephardt képviselő is kénytelen volt azt nyilatkozni: „globális gazdaságban élünk, azzal kell megbirkóznunk”.
Japán reakciók a Japan bashingre: amikor egy amerikai riporter 1997-ben megkérdezte japán kollégáját, melyik amerikai újságíró mutatta be utoljára valósághűen Japánt, az illető lehangoltan azt felelte: Lafcadio Hearn (vagyis hogy száz éve nem történt ilyen eset). Óe Kenzaburó szerint a nyugatiak szemében kétféle Japán van, a szamurájok és zen kertek, illetve a technológia és a hatékonyság Japánja, „közbül pedig ott az ismeretlen űr, ahol a japánok valójában élnek”.